# Last Days of Eden
Last Days of Eden (с англ. — «Последние дни Эдема») — испанская симфоническая фолк-метал-группа, основанная в 2013 году участниками пауэр-метал-группы DarkSun.

## Характеристики
Название
Название группы было вдохновлено американским фильмом Знахарь, который в испанской версии получил название «The Last Days of Eden».
Стиль
Их музыка сочетает элементы симфоник-метала с кельтской музыкой, используя звуки волынок, вистлов и флейт, что делает их звучание очень похожим на последние альбомы Nightwish.
Лирика
Несмотря на то, что названия альбомов Chrysalis (с англ. — «Куколка», 2018) и Butterflies (с англ. — «Бабочки», 2021) кажутся связанными, группа никогда не записывала концептуальные альбомы, о чём участники признавались в интервью. В таких песнях как «Paradise» или «Brothers In Arms» они поют об эпических битвах с маврами, когда король Пелайо сражался вместе с местными фермерами или лесорубами против мавров-завоевателей... и они победили!
Дизайн обложек
Обложку альбома Butterflies (2021) разработал Даниэль Алонсо, который работал с крупнейшими звездами испанской хэви-метал сцены.

## История
Last Days Of Eden была основана Дэни Дж. и Леди Ани в начале 2013 года в качестве студийного проекта для исследования новых музыкальных путей, к которым присоединились Хорхе Руис (бас) и Мануэль Моран (ударные). Через несколько месяцев после первых записей Хорхе Руис покинул группу из-за несовместимости графика, а в качестве нового басиста присоединился Адриан Уэльга, партнер Дэни Дж. по DarkSun. В этом составе они дадут свои первые концерты, и только в конце 2013 года к ним присоединится астурийский клавишник Хуан Гомес.
13 апреля 2014 года группа выпустила первый сингл «Paradise» и 7 мая 2014 года объявила о выпуске своего первого EP под названием Paradise. В середине 2014 года к группе присоединяется Густаво Родригес в качестве волынщика.
Уже в 2015 году они объявили об уходе Мануэля Морана и к группе присоединился Альберто Ардинес, известный своим участием в пауэр-метал-группах WarCry и Avalanch. 16 мая они подписывают свой первый контракт с немецким лейблом Pride & Joy Music. 19 октября группа объявляет дату выхода своего дебютного альбома Ride The World — 27 ноября. Официальное видео на первый сингл с альбома «Invincible» вышло 2 декабря. Второй сингл «The Piper's Call» вышел 23 апреля 2016 года. С этим альбомом они совершили свой первый тур по Европе. Позже группа объявила об уходе Альберто Ардинеса и Густаво Родригеса, а также о присоединении Кристиана Бада в качестве барабанщика и Пинди Диас на волынке и вистлах.
21 февраля 2017 года они выпустили альбом ориентированный исключительно на симфонические и фолк-элементы (без метала) под названием Traxel Mör, в который вошли песни из Ride The World и новые песни, исполненные на астурийском языке, из которого они опубликовали лирическое видео «La Lluna Brilla». В течение этого года к составу присоединяется скрипачка Сара Эмбер и покидает группу Кристиан Бада, его заменяет известный барабанщик Лео Дуарте из группы Alquimia.
16 февраля 2018 года группа объявила, что Chrysalis будет названием их нового альбома. 23 февраля вышел сингл «Falling in the Deep», а 23 марта наконец-то вышел Chrysalis на лейбле Pride & Joy Music. После публикации альбома было объявлено о подписании контракта с Андреа Джогларом, а также об уходе Пинди Диаса.
Новый альбом Butterflies вышел 15 октября 2021 года на немецком лейбле El Puerto Records, в поддержку которого был запланирован европейский тур с немецкой группой Rage. Группа опубликовала песню «Lluz De Llucerín» на астурийском языке, не вошедшую в альбом Butterflies и которую впервые исполнили на акустическом концерте в честь этого альбома.
Концерты
Группа выступала на таких фестивалях, как Milagre Metaleiro в Португалии и UROCK в Швеции, разделяя сцену с такими исполнителями, как Rhapsody of Fire, Dynazty, Rage, Firewind и Nazareth.

## Участники
Текущий состав
- Леди Ани — женский голос
- Дэни Дж. — гитары и мужской вокал
- Хуан Гомес — клавишные
- Адриан Уэльга — бас
- Лео Дуарте — ударные
- Сара Эмбер — скрипка
- Андреа Жоглар — волынка и свистульки

Бывшие участники
- Хорхе Руис — бас
- Мануэль Моран — ударные
- Альберто Ардинес — ударные
- Кристиан Бада — ударные
- Густаво Родригес — волынка
- Пинди Диас — волынка, свистульки и флейты.

## Дискография
Альбомы
- Paradise (2014)[комм. 1]
- Ride The World (2015)
- Traxel Mör (2017)
- Chrysalis (2018)
- Symphonic Chrysalis (2021)[комм. 2]
- Butterflies (2021)